# Анні Казнав
Анні Казнав (фр. Anny Cazenave, фр. вимова: [ani kaznav] ( прослухати)) — французька космічна геодезистка, одна з піонерів супутникової альтиметрії. Працює у Національному центрі космічних досліджень Франції (CNES), була заступником директора Лабораторії досліджень космічної геофізики й океанографії (Laboratoire d'Etudes en Geophysique et Oceanographie Spatiale, LEGOS) в обсерваторії Міді-Піренеї в Тулузі з 1996 року. З 2013 року вона є директором наук про Землю в Міжнародному інституті космічних наук (ISSI) у Берні (Швейцарія).
Як одна з провідних учених спільних французько-американських місій супутникової альтиметрії TOPEX / Poseidon, Jason-1 та «Ocean Surface Topography Mission», вона сприяла глибшому розумінню підвищення рівня моря, спричиненого глобальним потеплінням. Казнав є членом Міжурядової групи експертів з питань змін клімату та була провідним автором розділів про рівні моря для їх четвертого та п'ятого звітів про оцінку впливу.

## Ранні роки життя та освіта
Казнав походить не з академічної родини. Однак вона закінчила аспірантуру з фундаментальної астрономії (Париж, 1969), а також здобула ступінь доктора філософії з геофізики у Тулузькому університеті 1975 року.

## Праця
Від 1975 року до середини 90-х років Казнав досліджувала часові та просторові зміни гравітації. Вона використала дані супутникової альтиметрії SEASAT, ERS-1 та TOPEX / Poseidon для розробки гравітаційних моделей геодинамічних процесів глибоких океанів. Моделі були використані для вивчення океанічних тектонічних рис, таких як варіації висоти геоїда на глибоких океанічних жолобах і зонах розломів, охолодження і осідання літосфери, а також ізостатична компенсація ланцюгів підводних гір.
Казнав спрямувала свою увагу на космічну океанографію в 1990-х роках. Використовуючи набори даних із місій супутникової альтиметрії TOPEX / Poseidon, Jason-1 та «Ocean Surface Topography Mission» місії Jason-2, вона звернулась до проблеми глобального підвищення рівня моря. Вона була однією з перших учених, яка використала дані супутникової альтиметрії для екстраполяції швидкості підняття рівня моря приблизно на 3 мм/рік. Вона розглянула проблему збалансування світового бюджету рівня моря, включивши в свій аналіз дані поля тяжіння, що залежать від часу, із супутникової системи GRACE. Вона також брала участь у вивченні наземних водойм з космосу. Казнав зацікавлена у «вимірюванні часових змін гравітаційного поля Землі за допомогою космічної гравіметрії та в застосуванні до балансу маси льодовикових полів та змін загального запасу води на суші».
Казнав є членом Міжурядової групи експертів з питань змін клімату та була провідним автором розділів про рівні моря у Четвертому звіті про оцінку МГЕЗК за 2007 рік та П'ятому звіті про оцінку за 2014 рік. Казнав звернула увагу на вплив зміни клімату на підвищення рівня моря. Вона зазначила, що у надзвичайно рівнинних регіонах, таким як Бангладеш, підземним водам може загрожувати засолення морською водою.
Казнав була обрана до Академії наук Франції 2004 року. У 2012 році вона отримала медаль Вільяма Боуї. Вона є іноземним членом Національної академії наук США, Індійської національної академії наук та Королівської академії Бельгії.

## Вибрані твори
Казнав авторка понад 200 наукових статей для міжнародних рецензованих журналів.
- A. Cazenave, K. Feigl, Formes et Mouvements de la Terre, Belin Editions, 1994.
- A. Cazenave, D. Massonnet, La Terre vue de l'espace, Belin Editions, 2004.

## Нагороди та відзнаки
- Премія Дуасто-Блюте від Французької академії наук (1979)
- Бронзова медаль Національного центру наукових досліджень (1980)
- Кавалер національного ордена «За заслуги» (1981)
- Премія Дуасто-Блюте від Французької академії наук (1990)
- Премія Кодака-Пате Ландуччі від Французької академії наук (1996)
- Член Американського геофізичного союзу (AGU) (1996)
- Офіцер Національного ордена «За заслуги» (1997)
- Медаль Венінга Мейнеса Європейського геофізичного товариства (1999)
- Лицар Почесного легіону (2000)
- Медаль і почесне членство імені Артура Холмса(2005)[17]
- Командор Національного ордена «За заслуги» (2007)
- Премія Менлі Бендалла, перша медаль Альберта Монако, Океанографічний інститут (2008)
- Обраний іноземним членом Національної академії наук США (2008)
- Офіцер Почесного легіону (2010)
- Приз Еміля Жирардо, Військово-морська академія (2010)
- Обрана до Індійської національної академії наук (2011)
- Медаль Бові Американського геофізичного союзу (2012)
- Великий офіцер Національного ордена «За заслуги» (2015)
- Премія Жоржа Леметра, Університет Католицького університету в Лувені (2015)
- Премія Фонду BBVA Frontiers of Knowledge (2018) спільно з Джонатаном М. Грегорі та Джоном А. Черчем
- Премія Ветлесена обсерваторії Землі Ламонта-Доерті Колумбійського університету та Фонду Г. Унгера Ветлесена (2020)[18]